# Barrie Dobson
 Richard Barrie Dobson (* 3. November 1931 in Stockton-on-Tees; † 29. März 2013 in York) war ein britischer Mittelalterhistoriker.

## Leben
Dobson wurde 1931 in Stockton-on-Tees geboren. Da sein Vater in Südamerika für eine Eisenbahngesellschaft arbeitete, verbrachte die Familie dort einige Jahre. Seine weitere Jugend verbrachte Dobson in Mickleton, North Riding of Yorkshire und besuchte die Schule in Barnard Castle, County Durham. Danach studierte er am Wadham College der University of Oxford. Hier erfolgte 1963 auch seine Promotion mit der Dissertation The Priory of Durham Priory in the time of John Wessington, Prior 1416–1446. Diese bildete später die Grundlage seines Buches Durham Priory, 1400–1450.
Nach seiner Promotion wurde er Lecturer an der St. Andrews University. Anschließend wechselte er an die University of York, wo er verschiedene Positionen bekleidete, unter anderem wurde er 1977 zum Professor für Geschichte berufen und 1984 zum stellvertretenden Vizekanzler. Von 1988 bis zu seiner Emeritierung 1999 lehrte er als Professor Mediävistik an der University of Cambridge.
1988 wurde er zum Fellow der British Academy gewählt. 1991 wurde er Präsident der Ecclesiastical History Society.
Dobson war seit 1959 verheiratet. Aus der Ehe gingen zwei Kinder, ein Sohn und eine Tochter, hervor.

## Veröffentlichungen (Auswahl)
- The Peasants’ Revolt of 1381 (1971)
- Durham Priory, 1400–1450 (1973)
- The Jews of Medieval York and the Massacre of March 1190 (1974)
- mit John Taylor: Rymes of Robyn Hood (1977)
- Church and Society in the Medieval North of England (1996)
- mit David Michael Smith [Hrsg.]: The Merchant Taylors of York (2006)